# Baculites
Baculites (лат., возможное русское название — бакулиты) — вымерший род гетероморфных аммонитов с почти прямой раковиной. Род, распространившийся по всему свету в позднем меловом периоде и ненадолго переживший мел-палеогеновое вымирание, был описан Ламарком в 1799 году.

## Реконструкция

### Раковина
Раковина взрослой особи Baculites, как правило, прямая и может быть либо гладкой, либо с извилистыми бороздками или рёбрами, которые обычно наклонены дорсально-вентрально вперёд. Отверстие раковины также наклонено вперёд и с извилистым краем. Брюшная часть от узко-закругленной до острой, в то время как спинная часть более широкая. Средняя часть раковины молодой особи свёрнута в одну или две мутовки и описывается как крошечная, около 1 см в диаметре. Взрослые Baculites варьировались в размерах от примерно 7 см (Baculites larsoni) до 2 м в длину.
Как и у других аммонитов, раковина состояла из ряда камер, которые соединялись с телом животного узкой трубкой, называемой сифункулом. С её помощью регулировалось содержание газа и плавучесть, как у сегодняшних наутилусов. Камеры разделены перегородками. Линия, на которой каждая перегородка смыкается с внешней оболочкой, называется шовной линией. Как и для других настоящих аммониты, для Baculites характерны замысловатые шовные узоры на раковинах, которые можно использовать для идентификации различных видов.

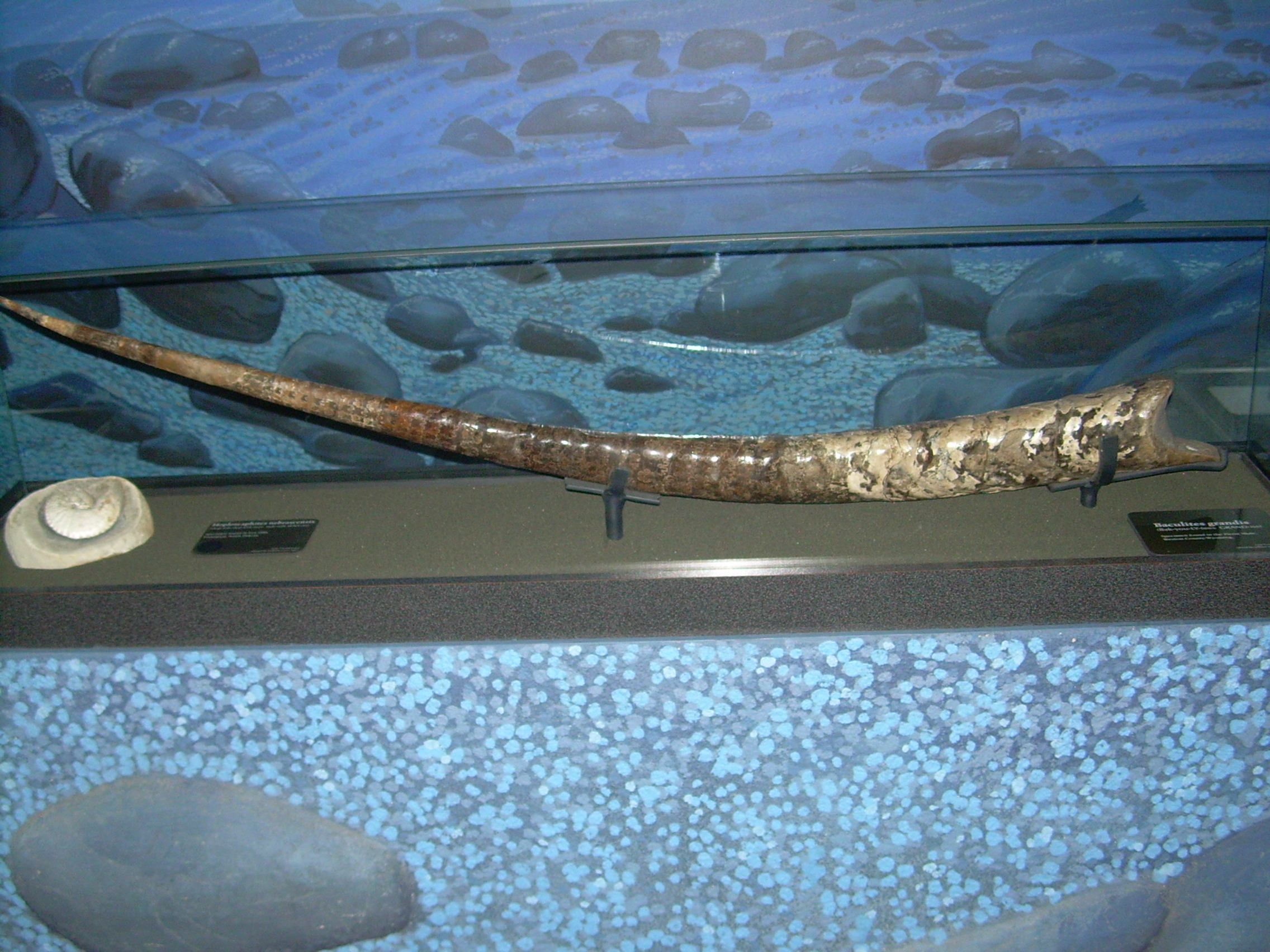
Слепок окаменелости раковины Baculites grandis в экспозиции Североамериканского музея древней жизни в городе Лихай (Юта).

Одной из примечательных особенностей Baculites является то, что самцы, возможно, были на треть или вдвое меньше самок и, возможно, поверхности их раковин покрывала более светлая ребристость.

### Положение
Морфология раковины Baculites со скошенными бороздками или рёбрами, таким же скошенным отверстием и более узким закруглением, доходящим до острого киля на брюшной стороне, указывает на то, что взрослые особи при жизни передвигались в горизонтальном положении. Этот же тип поперечного сечения встречается у гораздо более ранних наутилоидей, таких как Bassleroceras и Clitendoceras из ордовикского периода, которые, видимо, тоже передвигались горизонтально. Несмотря на это, некоторые исследователи полагают, что Baculites передвигались в вертикальном положении, при этом голова находилась внизу, так как из-за отсутствия противовеса движение сильно ограничивалось в ином направлении. Однако более поздние исследования, в частности, Герда Вестерманна, подтвердили, что, по крайней мере некоторые виды Baculites передвигались в более-менее горизонтальном положении.

### Экология

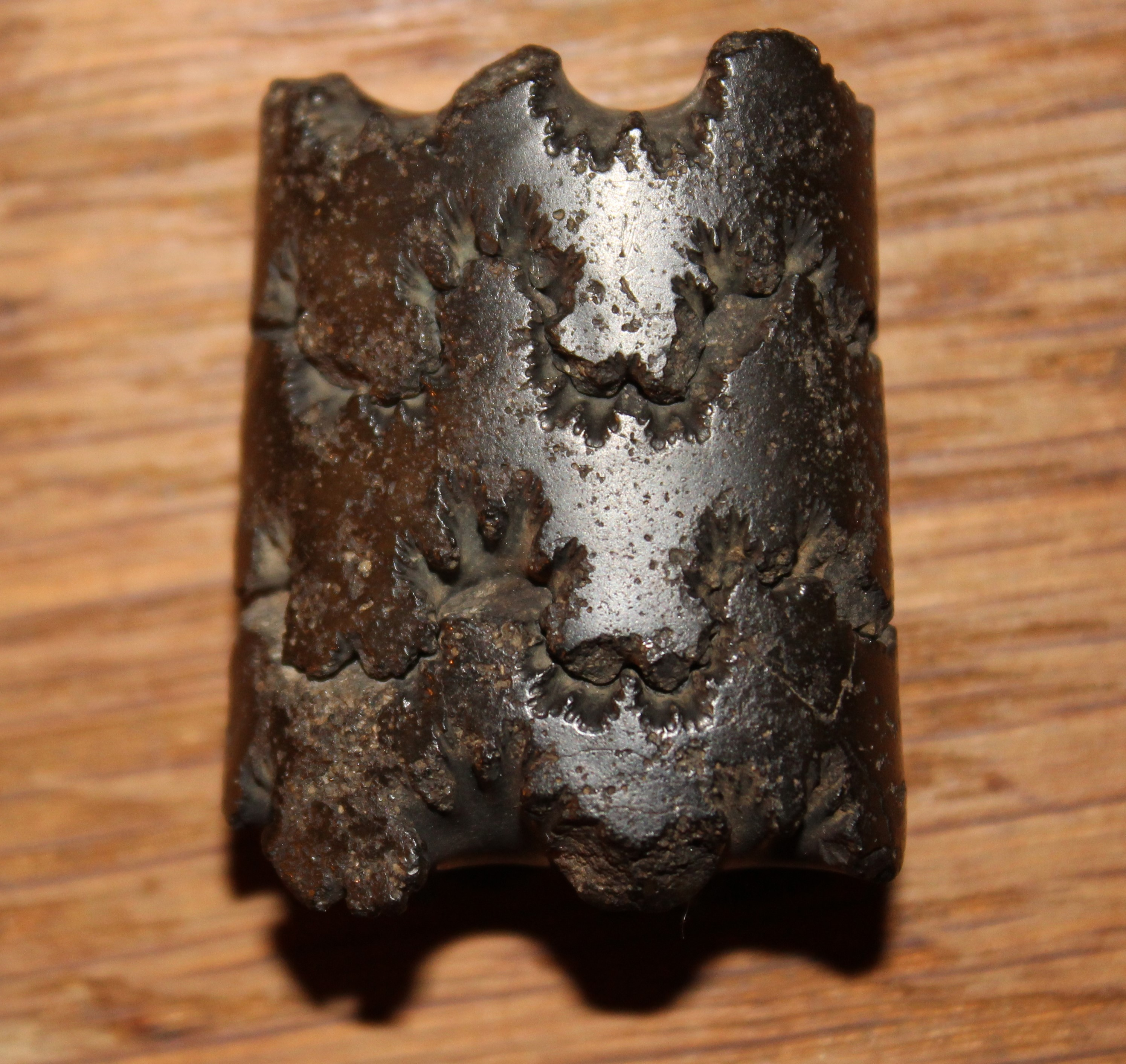
Голотип Baculites ovatus (Say, 1820) из формации формация Навесинк Атлантик-Хайлендс, Нью-Джерси.

На основании исследований изотопов раковин считается, что Baculites населяли среднюю часть водной толщи, не слишком близко ко дну или к поверхности океана. В некоторых скальных отложениях окаменелости Baculites встречаются очень часто, и считается, что они жили в больших косяках. В то же время они встречаются не настолько плотно, чтобы образовывать породы, как это бывает с некоторыми другими вымершими прямораковинными головоногими (например, ордоцеридными наутилоидами). Исследования образцов высокой сохранности выявили радулу по синхротронным изображениям. Результаты свидетельствуют о том, что Baculites питались пелагическим зоопланктоном (в ротовой полости сохранились остатки личинок брюхоногого и пелагического изопода).

### Конвергентная эволюция
Baculites и родственных им меловых прямораковинных аммонитов часто путают с ордоцеридными наутилоидными головоногими моллюсками. У тех и других длинные раковины трубчатой формы, и окаменелости обеих групп часто продаются в специализированных магазинах с ошибочными названиями. Обе эволюционные линии, очевидно, развили трубчатую форму независимо друг от друга и в разные периоды истории Земли. Ортоцериды-наутилоиды в основном обитали намного раньше (распространены в палеозойскую эру, возможно, вымерли в раннем мелу), чем Baculites (только поздний мел-датский век). Эти два типа окаменелостей можно различить по многим признакам, наиболее очевидным из которых является линия шва, простая у ортоцеридных наутилоидов и более замысловатая у Baculites и родственных аммонитов.

## Распространение видов

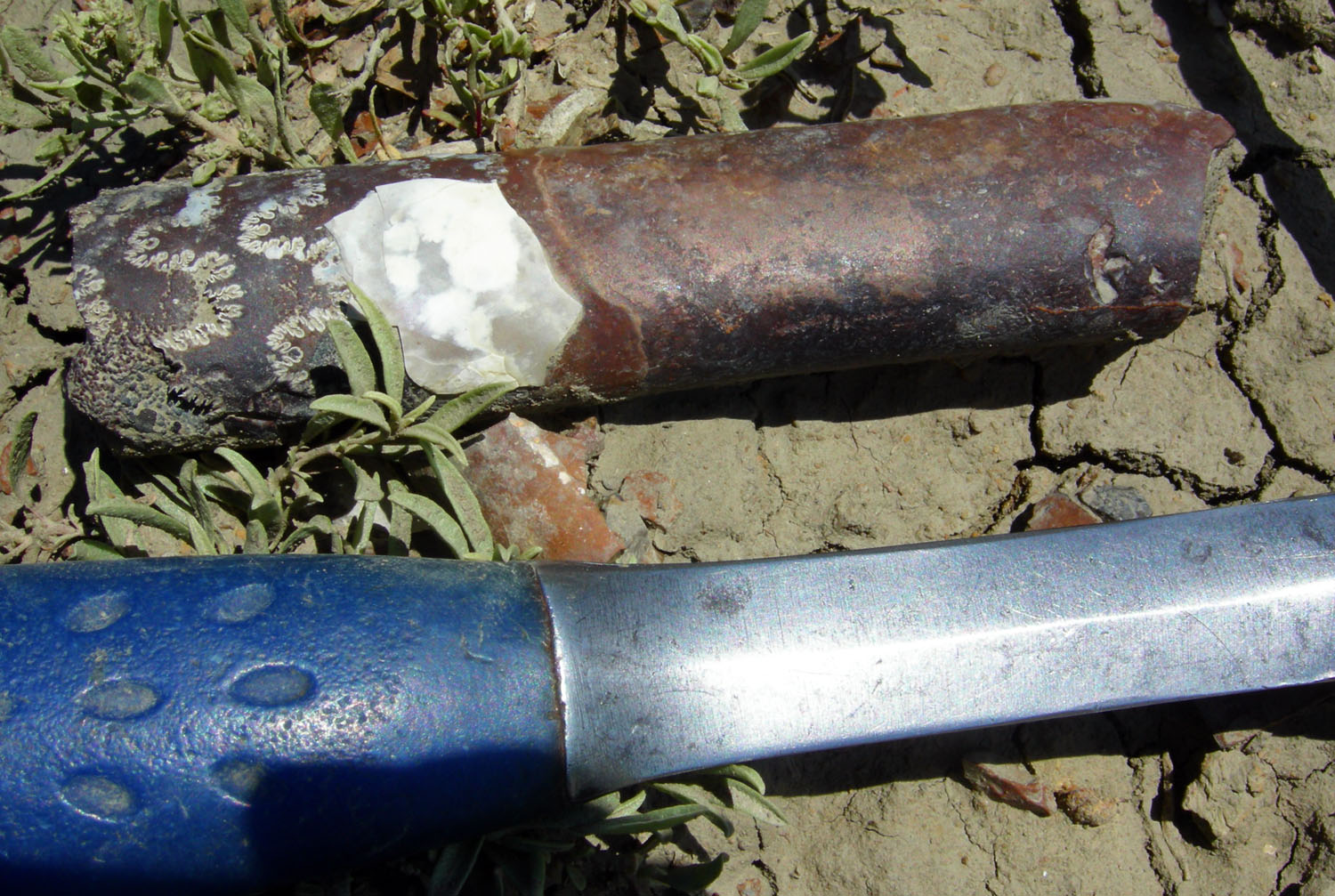
Образец Baculites в полевых условиях; запад Южной Дакоты, Пьер-Шале, поздний мел. Представлены часть фагмокона (слева) и часть жилой камеры (справа).

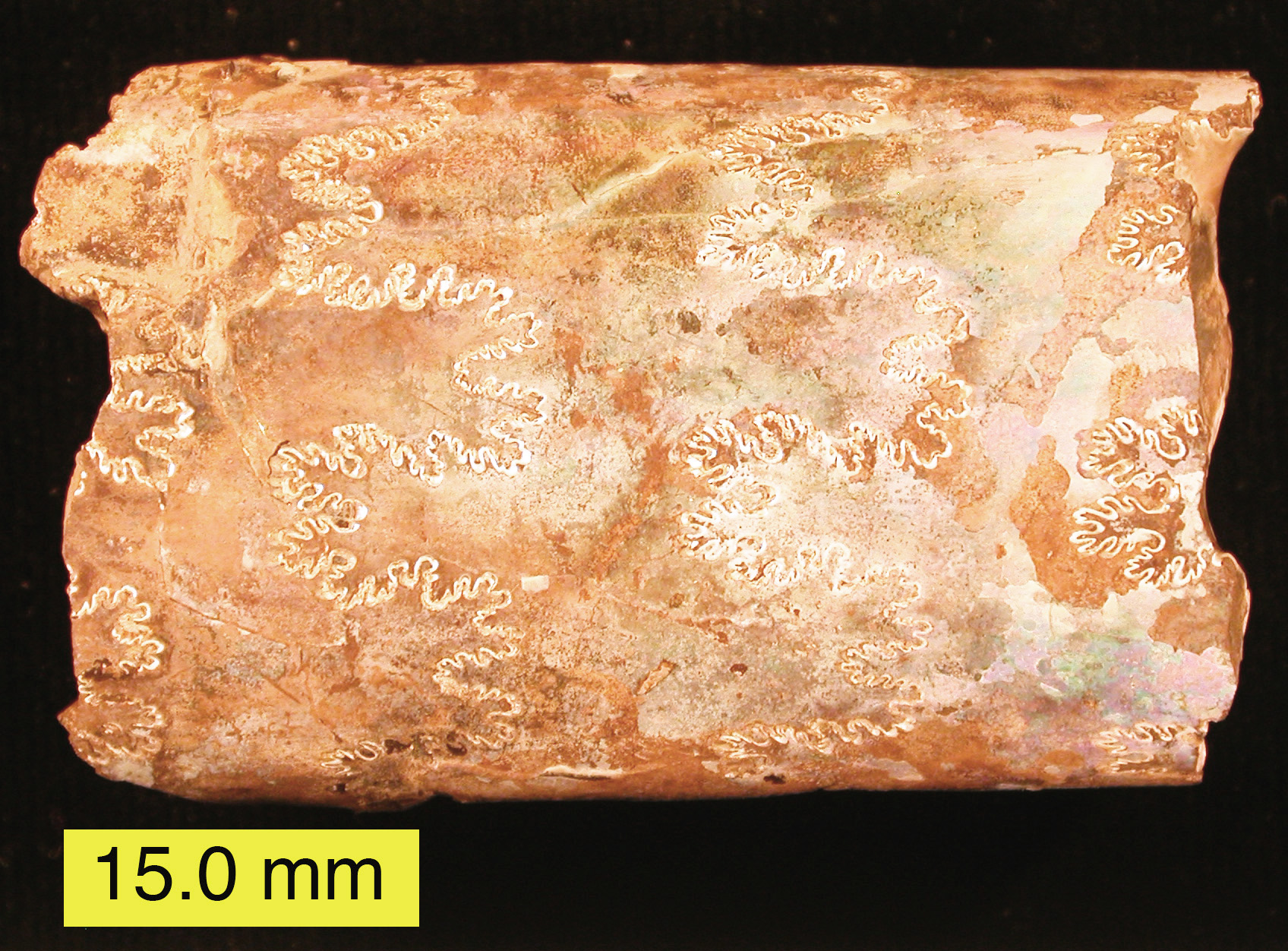
Baculites со швами и остатками арагонита; запад Южной Дакоты, поздний мел.

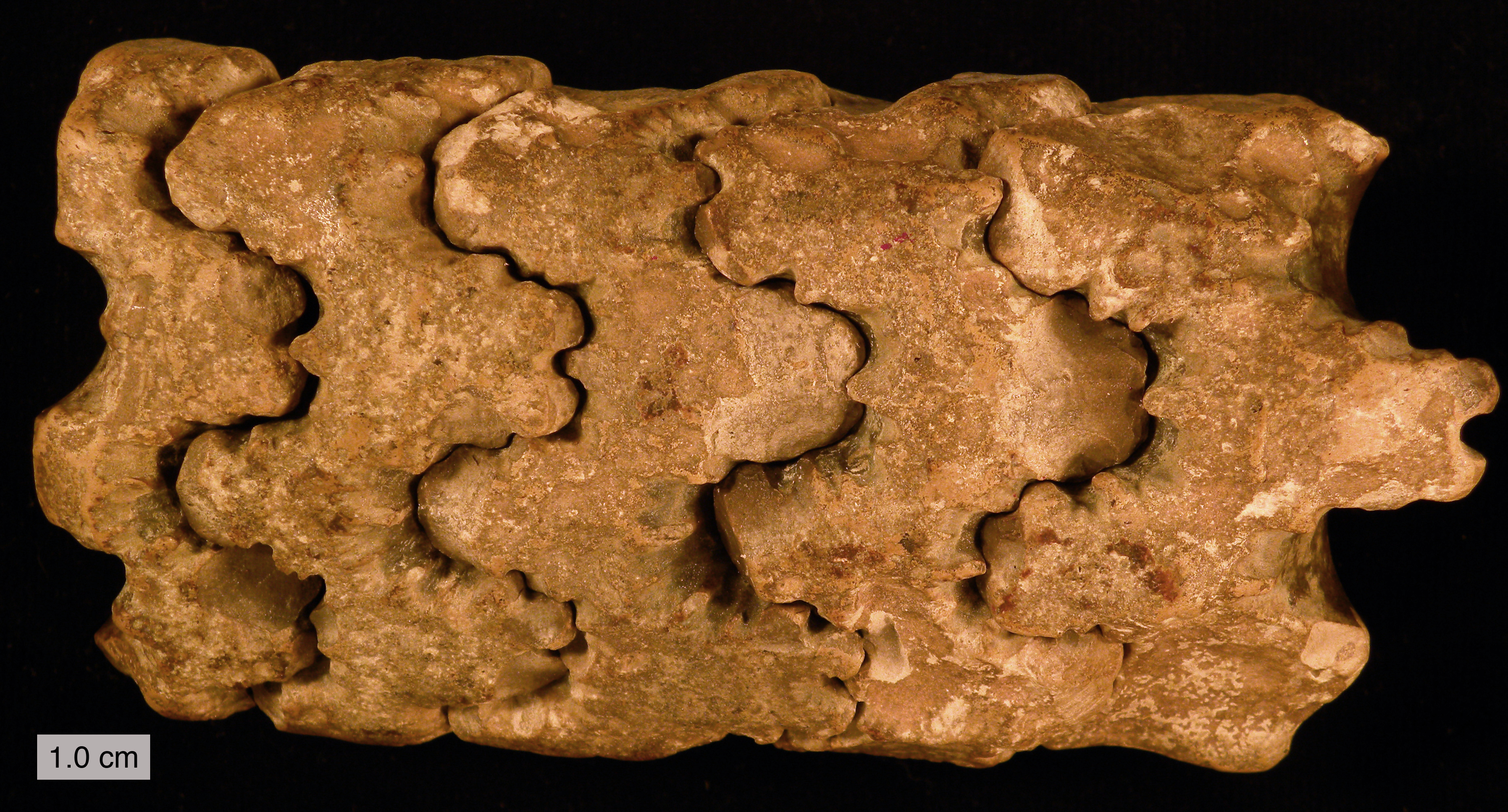
Baculites из позднемеловых отложений Вайоминга. Первоначальный арагонит внешней раковины и внутренних перегородок растворился, оставив сочлененную внутреннюю форму.

### Сеноман
Baculites gracilis известен из сеноманской формации Бриттон.

### Турон
Baculites undulatus представлен в верхнем туроне Европы.

### Кампан
В нижней части кампанского яруса (верхний мел) в западной части Северной Америки обнаружены Baculites gilberti, ранние B. perplexus, B. asperiformis, B. maclearni и B. obtusus, которых сменили более поздние Baculites perplexus, а затем Baculites scotti. В верхней части верхнего кампанского яруса обнаружены (от более древних к более молодым) B. compressus, B. coneatus, B. reesidei, B. jenseni и B. ellasi, за которыми уже в нижнем маастрихтском ярусе последовательно следуют Baculites baculus, B. grandis и B. clinolobatis.
Baculites pacificum известен из кампанского яруса острова Ванкувер, Британская Колумбия, а Baculites leopoliensis — из верхнего кампана Европы.

### Маастрихт/дат
Типовой вид, Baculites vertebralis, происходит из верхнего маастрихта и дата и является одним из самых последних видов аммонитов. Находки в Дании и Нидерландах свидетельствуют о том, что вид пережил массовое мел-палеогеновое вымирание, хотя и в пределах датского века. Baculites anceps также известен из Европы, но только из верхнего маастрихта.
Baculites ovatus известен из маастрихтских формаций Рипли в округе Мак-Нэри, штат Теннесси, и Северн в округе Принс-Джорджес, штат Мэриленд.

## Культурное значение
Baculites ovatus — первый вид Baculites, известный из Северной и Южной Америки — описан Томасом Сэем в 1820 году по единственному экземпляру из формации Навесинк в Атлантик-Хайлендс, штат Нью-Джерси. Позже образец был зарисован Сэмюэлем Джорджем Мортоном, который опубликовал гравюру в 1828 году. После смерти владельца образца — учёного-квакера Рубена Хейнса III — в 1831 году образец был потерян на 180 лет, пока вновь не был обнаружен Мэтью Халли в доме Хейнса — историческом Вик-Хаус — в 2017 году.